# 長谷川豪
長谷川 豪（はせがわ ごう、1977年（昭和52年）9月23日 - ）は、日本の建築家。長谷川豪建築設計事務所主宰、ハーバード大学デザイン大学院客員教授、カリフォルニア大学ロサンゼルス校客員教授等を歴任。新建築賞など受賞。

## 概要
日本を代表する若手建築家の一人。

## 略歴
- 1977年 埼玉県生まれ
- 1996年 埼玉県立大宮高等学校卒業
- 2000年 東京工業大学工学部卒業
- 2002年 東京工業大学大学院理工学研究科建築学専攻修士課程修了（塚本由晴研究室）
- 2002年から2005年まで、西沢大良建築設計事務所勤務
- 2005年 長谷川豪建築設計事務所設立
- 2009年～ 東京工業大学、東京理科大学、法政大学非常勤講師
- 2012年～ 2014年 メンドリジオ建築アカデミー(スイス)客員教授
- 2014年 オスロ建築大学(ノルウェー)客員教授
- 2015年 東京工業大学大学院理工学研究科建築学専攻博士課程修了、博士（工学）
- 2016年 カリフォルニア大学ロサンゼルス校(アメリカ)客員教授
- 2017年, 2019年 ハーバード大学デザイン大学院(アメリカ)客員教授[1]

## 作品
- 2006年 森のなかの住宅
- 2006年 桜台の住宅
- 2006年 五反田の住宅
- 2009年 狛江の住宅
- 2010年 練馬のアパートメント
- 2010年 森のピロティ
- 2010年 浅草の町家
- 2011年 駒沢の住宅
- 2011年 経堂の住宅
- 2012年 日本デザインセンター
- 2012年 石巻の鐘楼
- 2013年 石神井公園の住宅
- 2014年 上尾の長屋
- 2014年 御徒町のアパートメント
- 2015年 三軒茶屋の住宅
- 2015年 横浜の住宅
- 2016年 吉野杉の家
- 2017年 川崎の住宅
- 2017年 グアスタッラの礼拝堂（イタリア）
- 2019年 上賀茂の休憩所
- 2019年 A&Aジョナサンハセガワ
- 2019年 Flying carpet（メキシコ）
- 2020年 Villa beside a Lake
- 2020年 Roof on a Ridge

## 受賞
- 2005年 SD Review 2005 鹿島賞
- 2007年 第9回東京ガス住空間デザインコンペティショングランプリ
- 2007年 東京建築士会住宅建築賞金賞
- 2007年 第28回INAXデザインコンテスト金賞
- 2008年 第24回新建築賞
- 2014年 AR Design Vanguard 2014

## 著書
- 「考えること、建築すること、生きること」、2011年、INAX出版
- 「Go Hasegawa Works　長谷川豪作品集」、2012年、TOTO出版
- 「石巻の鐘楼　ふたたび建てる建築」、2012年、誠文堂新光社
- 「カンバセーションズ -ヨーロッパ建築家と考える現在と歴史」、2017、a+u
- 「a+u 556 Go Hasegawa」、2015、LIXIL出版
- 「El Croquis 191: Go Hasegawa 2005-2017」、2017、El Croquis